# Ayoub El Kaabi
Ayoub El Kaabi (ur. 26 czerwca 1993 w Casablance) – marokański piłkarz występujący na pozycji napastnika w greckim klubie  Olympiakos SFP oraz w reprezentacji Maroka. Uczestnik Mistrzostw Świata 2018. Jest wychowankiem Racingu Casablanca. 29 maja 2024 roku strzelił w 116 minucie dogrywki zwycięskiego gola w finale Ligi Konferencji Europy Olympiakos Pireus - Fiorentina 1-0. Został też królem strzelców tych rozgrywek sezonu 2023/24. 